# オリエンタル酵母工業
オリエンタル酵母工業株式会社（オリエンタルこうぼこうぎょう）は、製パン業界向けイーストや飼料向け酵母といった酵母製品を中心に、発酵工業製品の製造販売を行う会社。

## 概要
日本初の製パン用イースト製造をおこなった会社であり、2006年現在も製パン業・製菓業向けのイースト製造大手である。その他の製パン・製菓用の原材料の製造販売も行っている。家畜や実験動物の飼料用の酵母製品の生産でもよく知られ、日本の研究機関における生物学やその応用分野の実験プロトコルにおいて、モデル生物の飼育に用いる飼料用酵母製品で、本社の製品が指定されていることが多い。
またバイオ部門において発酵技術の展開により生化学・免疫製品の研究開発、薬理試験の受託、飼料用酵母生産の技術から展開した実験動物用の飼育販売を行っている。
日清製粉系列で1929年の設立には大日本麦酒株式会社取締役の植村澄三郎、日清製粉株式会社社長の正田貞一郎らが関わっている。

## 沿革
- 1929年（昭和4年）6月 - オリエンタル酵母工業株式会社として設立。
- 1942年（昭和17年）4月 - 東洋酵母工業株式会社に改称。
- 1948年（昭和23年）4月 - オリエンタル酵母工業株式会社に再び改称。
- 1949年（昭和24年）5月 - 東京証券取引所第1部に上場。
- 2009年（平成21年）6月 - エスケーフーヅ株式会社と株式会社パニーフーズネットが合併し、株式会社OYCフーズネットを設立。
- 2010年（平成22年）
  - 7月 - 日清製粉グループ本社による公開買い付けを実施。
  - 12月22日 - 日清製粉グループ本社の完全子会社となる。

## 工場
- 東京工場（東京都板橋区）
- 大阪工場（大阪府吹田市）
- 千葉工場（千葉市美浜区）
- 埼玉工場（埼玉県新座市）
- びわ工場（滋賀県長浜市）
- 長浜工場（滋賀県長浜市）
- 食品研究所（東京工場内）
- 長浜生物科学研究所（長浜工場内）

## 関係会社

### 子会社
- パニーデリカ（千葉県富里市）（製パン・製菓用原材料の製造）
- OYCフーズネット（東京都板橋区）（製パン・製菓用原材料の販売）
- 日本バイオリサーチセンター（岐阜県羽島市）（医薬品等の安全性・薬理薬効試験の受託事業）
- 北山ラベス（長野県伊那市）（実験用動物の飼育販売）
- オリエンタルバイオサービス（京都府京都市右京区）（実験用動物の飼育の受託・販売・実験動物用飼料の販売）
- ケービーティーオリエンタル（佐賀県鳥栖市）（実験用動物の飼育の受託・販売・実験動物用飼料の販売）
- OYC Americas, Inc. （アメリカ）（生化学製品・免疫製品等の販売）

### 関連会社
- オリエンタルサービス（東京都板橋区）（不動産管理）
- 日清製粉東酵（上海）商貿有限公司（中国）

## CSR活動
フェンシング選手を支援している。また、2018年から全日本フェンシング選手権大会に協賛し、2018年、2019年、2020年は男子サーブル決勝、2021年は女子サーブル決勝のゲームスポンサーを務めた。

### 所属選手
- 宮山亮（男子サーブル元日本代表）

2017年入社。同年、全日本フェンシング選手権大会準優勝。2022年3月末をもって現役引退。引退後も社員として所属。
- 江村美咲（女子サーブル日本代表）

2020年からスポンサー契約。同年、ワールドカップ銅メダル、全日本フェンシング選手権大会3位。2021年、全日本フェンシング選手権大会準優勝。2022年、ワールドカップ金メダル。2022年、2023年、世界選手権金メダル。
- 髙嶋理紗（女子サーブル日本代表）

2021年入社。同年、全日本フェンシング選手権大会優勝。2022年、ワールドカップ銀メダル。